# Welrod
Ве́лрод (англ. Welrod [ˈwelrɒd]) — бесшумный магазинный пистолет с ручной перезарядкой, разработанный в 1942 году в Великобритании для вооружения спецслужб, разведывательно-диверсионных, воздушно-десантных подразделений и групп движения Сопротивления на оккупированной территории стран Западной Европы в годы Второй мировой войны.
Оружие активно применялось специальными подразделениями Великобритании (Особая воздушная служба — SAS и Управление специальных операций — SOE), США (Управление стратегических служб — OSS) и Австралии (Управление разведывательными службами — SRD). Пистолет зарекомендовал себя как весьма эффективное бесшумное оружие, особенно в сравнении с другими образцами бесшумного оружия аналогичного калибра.

## История разработки

### Борьба в новых условиях
Разгром нацистской Германией английского экспедиционного корпуса и союзнических войск в 1940 году под Дюнкерком, повлёкший за собой эвакуацию объединённых сил на Британские острова, вынудил Великобританию перейти в борьбе с Германией с помощью проведения скрытых специальных операций на континенте с опорой как на расширяющееся движение Сопротивления в Европе, так и на заброску отдельных групп агентов и диверсионных подразделений.
Эффективное выполнение особых боевых задач потребовало создание специальных видов вооружения, радиооборудования, снаряжения, взрывчатых веществ и других средств борьбы. С этой целью в 1941 году в городке Велвин (Welwyn) (графство Хартфордшир), в 30 милях к северу от Лондона, британским Управлением специальных операций (УСО) (Special Operation Executive, сокр. — S.O.E), было организовано многопрофильное опытно-конструкторское бюро ISRB (Inter Services Research Bureau), позднее получившее наименование 9-й отдел (Station IX), под руководством Д. М. Невитта (D.M. Nevitt), специалиста по взрывчатым веществам.

### Предшественник Model-1
Появлению пистолета «Welrod» предшествовала разработка бесшумного пистолета под названием «Model-1» под 7,65-мм патрон «Браунинг» (.32 ACP) и с продольно-скользящим затвором, аналогичным германскому карабину «Mauser 98».
Он был снабжён изготовленным из тонкого металла неотъёмным магазином двойного назначения: с одной стороны, он служил пистолетной рукояткой, использовавшейся для производства стрельбы и перезаряжания, с другой — представлял собой двурядный магазин для 5 патронов, снаряжаемого по типу германского пистолета «Mauser С96».
В ноябре 1942 года по распоряжению командования совместных операций (Chief of Combined Operations (CCO)), после всесторонних испытаний была изготовлена партия в количестве 500 штук.
Более короткая по сравнению с последующим образцом Мк. II рукоятка-магазин сделала неудобным приведение в действие ударно-спускового механизма. Кроме того, необходимость снаряжения магазина сверху, затворное перезаряжание и скользящий затвор обусловили разработку и изготовление в марте 1943 года новой модели, известной как «Welrod Mk.II».

### Welrod Mk.II и Mk.IIA
В 1942 году сотрудником этого бюро майором Хью Ривзом (Hugh Reeves) было разработано однозарядное, с интегрированным глушителем, стреляющее устройство под 7,65-мм пистолетный патрон «Браунинг» (.32 ACP), которое предполагалось носить на шнуре в рукаве и использовать из этого положения. Однако первые испытания образца и отзывы военных показали, что устройство необходимо дополнить магазином и привычной пистолетной рукояткой.
Поэтому в 1943 году появился 7,65-мм бесшумный пистолет «Welrod Mk.II», серийное производство которого было развернуто в конце 1943 году на заводе английской компании Birmingham Small Arms Co, Ltd (BSA). Всего было выпущено около 2800 штук этой модели.
Модель «Welrod Mk.IIA» отличалась от предыдущей модели «Welrod Mk.II» более технологичным исполнением. Помимо незначительных конструктивных отличий, были изменены форма и направляющая затвора.

### Некоторые конструктивные особенности
- Магазин представлял собой изменённый магазин одного из самых популярных в то время компактных самозарядных пистолетов «Colt Model 1903 Pocket Hammerless», использующего патрон 7,65-мм Браунинг (.32ACP).
- Магазин стал отъёмным, выполняя одновременно функцию пистолетной рукоятки.
- При фактической ёмкости магазина 8 патронов наставление рекомендовало для надёжной их подачи снаряжать максимально 5 патронами.
- Несмотря на то, что пистолет не самозарядный, перезаряжание производилось сравнительно быстро.
- Отпирание канала ствола производилось поворотом против часовой стрелки на 90° и оттягиванием затворной шайбы назад, запирание — в обратном порядке.
- Извлечение стреляной гильзы осуществлялось вертикально по принципу экстракции гильзы пистолета «Люгер» (P. Luger 08).

### Welrod Mk.I
В период с 1 октября 1943 года по 10 октября 1944 года проводились интенсивные испытания 7,65-мм и 9-мм моделей пистолета «Welrod».
В конце 1944 года в серию была запущена более мощная 9-мм модификация пистолета «Welrod Mk.I» под пистолетный патрон «Парабеллум». Общее количество изготовленной серии составило примерно 14000 штук.

### Краткие технические характеристики
Характеристики приведены для модели «Welrod Mk.II» и в скобках — для модификации «Welrod Mk.I».
- Ударно-спусковой механизм: ……..... одинарного действия
- Калибр: ……………………………………. 7,65x17 мм «Браунинг»(9×19 мм «Парабеллум»)
- Вес без патронов: …………………….. 1090 г (1500 г)
- Длина:………………………………………. 310 мм (360 мм)
- Длина ствола:……………………………. 95 мм (без глушителя)
- Ёмкость магазина:……………………… 8 патронов (6 патронов)

### Welrod США
В США компанией «Southwest Pump Company» выпускалась копия пистолета «Welrod» с незначительными изменениями под названием «.32 Hand Firing Mechanism, Mod. Mk.1» (7,65-мм ручное стреляющее устройство, мод. Mk.1). Значительная часть выпущенных образцов стояла на вооружении ВМС США.

### Sleeve Gun
Был разработан и более компактный вариант пистолета Welrod Mk.II без пистолетной рукоятки под наименованием «Sleeve Gun» - «рукавный пистолет». Это оружие под патрон 7,65mm Browning было создано 9-м отделом УСО (Station IX, SOE) в конце 1943 года и отличалось тем, что корпус пистолета состоял только из ствольной коробки со спуском. Пистолет Sleeve Gun под 7,65-мм патрон «Браунинг» предназначался для скрытого ношения на резиновом шнуре в рукаве на уровне предплечья.
Отсутствие возможности прицеливания обусловило его наиболее эффективное применение только с близкого расстояния от 3 до 5 м в направлении противника или даже при непосредственном с ним контакте.
|                                                                       |                                       |                                                        |
| Общий вид 7,65-мм бесшумного «рукавного» пистолета «Sleeve Gun Mk.II» | Пистолет «Sleeve Gun Mk.II» в разрезе | Вид пистолета «Sleeve Gun Mk.II» после полной разборки |

После ликвидации цели выстрелом в упор, оружие убиралось обратно в рукав. При отсутствии пистолетной рукоятки и магазина оружие было рассчитано только на один бесшумный смертельный выстрел. Если операция по устранению цели осуществлялась успешно, оружие можно было разобрать, почистить, зарядить и оно было вновь готово к следующему применению.
Основной недостаток: в отсутствие магазина стрелок имел возможность зарядить только один патрон и произвести соответственно только один с пониженным звуком выстрел. Для производства следующего выстрела необходимо было выполнить с затвором сложную операцию повторного заряжания и взведения оружия.
Пистолет «Sleeve Gun» испытывался Управлением стратегических служб США (OSS) в середине февраля 1944 года и в начале января 1945 года, но так и не был принят на вооружение. Сведений о боевом применении пистолета не имеется.

### Ошибочная информация о маркировке
В литературе часто встречается ошибочное упоминание об использовании в модели пистолета «Welrod» Mk.I патрона 7,65-мм «Браунинг». Как правило, отсчёт модификаций вооружения Великобритании происходит в обычном порядке: от Mk.I к Мк. II и т. д. В случае с пистолетом «Welrod» это не так: первой модификацией пистолета «Welrod» была модель Mk.II под патрон .32 АСР (7,65-мм патрон «Браунинг») и только затем появилась модель Mk.I под патрон 9-мм «Парабеллум». Считается, что путаница произошла после появления американской модели пистолета «Welrod» Mk.I под патрон .32 ACP.

## Последующее применение
После Второй мировой войны пистолеты серии «Welrod» ещё длительное время оставались на вооружении британских и американских спецслужб и войск специального назначения. По имеющимся данным, 9-мм бесшумные пистолеты «Welrod Mk.I» использовались в 1982 году в войне Великобритании с Аргентиной за контроль над Фолклендскими островами и в конце 1991 года бойцами SAS против Ирака в ходе войны в Персидском заливе.
В 1960-е годы американская корпорация вооружений (Military Armament Corporation, MAC) при содействии Митчелла Вербелла (Mitchell WerBell) модернизировала модель «Welrod Mk.IIA», заменив эбонитовую насадку пистолетной рукоятки на пластмассовую и внутренние детали глушителя на современную технологию изготовления глушителей семейства СИОНИКС (Sionics).
| |  |  |  |  |
| Последовательность операций цикла стрельбы: заряжание оружия, прицеливание, выстрел, извлечение стреляной гильзы |  |  |  |  |

## Название
Наименование «Welrod» пистолет получил от первых трёх букв названия городка, где располагалось опытно-конструкторское бюро (Station IX) (WELwyn-ROD), а «ROD» должно было символизировать внешний вид оружия (от англ. «Rod» — пруток, стержень). По другой версии, вторая часть названия «Rod» могла быть заимствована из американского сленга, обозначающего «пистолет».
Многие последующие виды вооружения и оборудования, разработанные в этом бюро, начинались с приставки «Wel-», например, проекты Welgun, Welman, Welbike, Welfreighter и др.

## Маркировка
Заводской номер на оружии, произведённом в Великобритании, проставлялся на переднем торце глушителя и снизу задней части ствольной коробки. Другой маркировки в целях секретности не было.
Американские образцы маркировались обычным порядком.

## Комментарии
1. ↑  Не следует путать с расположенным примерно в одной миле к югу от него городком Велвин-Гарден-Сити (Welvyn Garden City).